# تلالوك

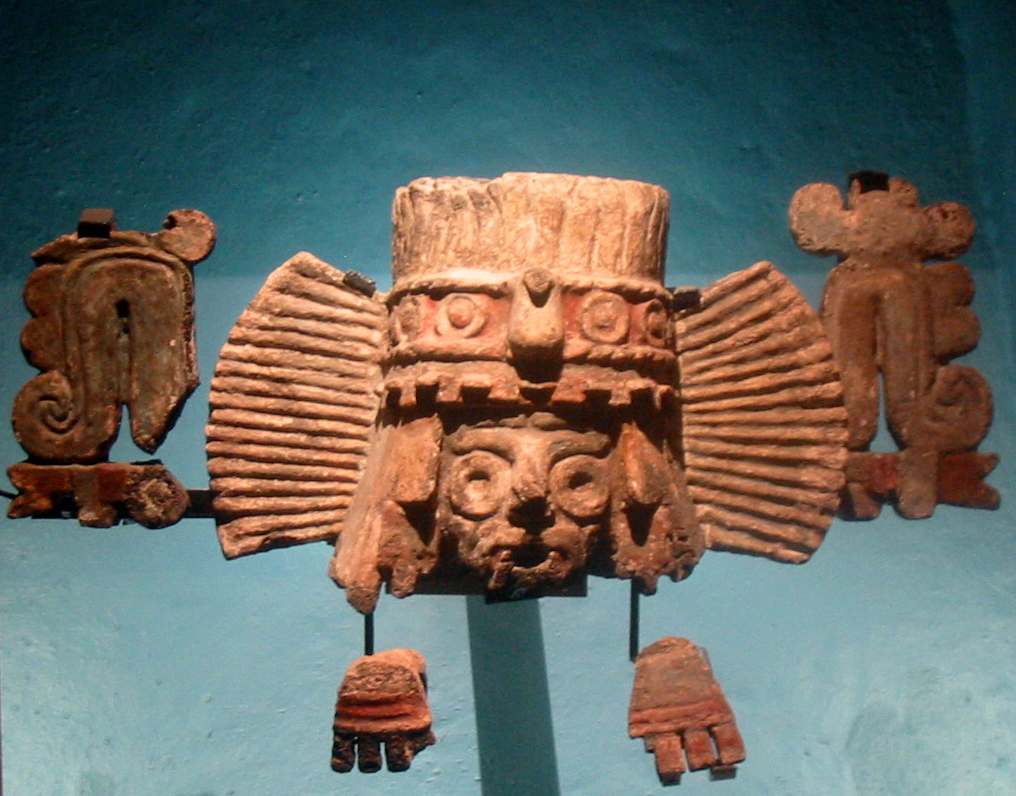
جزء من كانون عليه صورة تلالوك من المعبد الكبير في مكسيكو سيتي.

تلالوك (بلغة الناواتل:Tlāloc) هو أحد الآلهة المهمين في ديانة الأزتك، حيث أنه إله المطر الأكبر، وهو بهذا أيضا إله الخصوبة والماء. كان تلالوك معبودا كإله محسن يعطي الحياة والغذاء، ولكنه كان مهابا أيضا لمقدرته على إرسال البَرَد والرعد والبرق، كونه سيد عنصر الماء. كما كان يتم إقرانه بالكهوف والينابيع والجبال، بالأخص جبل تلالوك المقدس الذي كان يعتقد أن الإله يعيش فيه. وهو يظهر أيضا بأشكال حيوانية مثل البلشون أو حيوانات ماء أخرى مثل البرمائيات والحلزون، وبعض الحيوانات البحرية وبالأخص التي تعيش داخل الأصداف. وهناك نبات يقرن به ويعرفه الأزتك باسم ياوتلي، واسمه العلمي هو Tagetes lucida، وكان يحرق كبخور في الطقوس الدينية لدى السكان الأصليين.
كانت عبادة تلالوك هي الأقدم والأوسع في المكسيك القديمة. ورغم أن اسم تلالوك هو أزتكي، فإن عبادة إله المطر الذي يتحكم بالحياة والعواصف هي قديمة ووجدت آثارها في تيوتيهواكان، ويعتقد أنها أخذت من الإله الماياني تشاك (أو العكس)، أو أنها أتت من حضارة الأولمك. وتم العثور على مزار للإله تلالوك مطمورا في تيوتيهواكان.
في علم السماء الأزتكي، سميت أركان الكون الأربعة باسم «التلالوك الأربعة» Tlālōquê التي تحمل السماء وتشكل إطارا يتحرك فيه الزمن. كما أن تلالوك هو سيد يوم مازاتل في التقويم الأزتيكي، وفي الأساطير فهو سيد الشمس الثالثة التي دمرت بالنار. كما يعتقد أن تلالوك كان شفيعا لأحد التريسينا، وهي فترة من ثلاثة عشر يوما تقسم التقويم الأزتكي المكون من 260 يوم.
أحد المزارين في المعبد الكبير في تينوتشتيتلان مكرس لتلالوك وهو يقع في الجانب الشمالي من المعبد، وكان يتولى أمره كاهن أعلى. وكان به إناء توضع به قلوب الأضاحي البشرية في مناسبات محددة كقربان. أما أهم مركز لعبادته موجود على قمة جبل تلالوك الذي يرتفع 4100 متر عن سطح البحر في الحافة الجنوبية من وادي المكسيك. وكان ملك الأزتك يأتي مرة في السنة لهذا المكان ليقيم الشعائر المهمة. وكان الحجاج يأتون على مدار السنة ليقدموا الأحجار الثمينة والتماثيل التي كان أغلبها متعلفا بالماء والبحر.

## التمثيلات
يُصوَّر تلالوك في الرسوم الأيقونية الأزتيكية عادةً بعيون جاحظة وأنياب. يقترن غالبًا بالبرق والذرة والماء في التمثيل المرئي والأعمال الفنية. عرف أن القرابين المخصصة لتلالوك في تينوتشتيتلان تشمل العديد من جماجم اليغور وحتى الهيكل العظمي الكامل لليغور. واعتبر اليغور حيوان التضحية الأسمى نظرًا لقيمته.
يرتدي مقلدو شخصية تلالوك غالبًا القناع المميز وغطاء الرأس المصنوع من ريش مالك الحزين، يحملون عادةً ساق الذرة أو عصا صاعقة برق رمزية؛ وتعتبر جرة الماء الشعائرية من الرموز الأخرى. بالإضافة لذلك، يتجلى تلالوك في شكل الجلاميد في مواقع الأضرحة، ويقع الضريح الرئيسي لهذا الإله في وادي المكسيك على قمة جبل تلالوك.
عُثر على تمثال ضخم يزن 168 طنًا يعتقد أنه يمثل تلالوك في كواتلينشان. ولكن، اعتقد أحد العلماء أن التمثال لم يكن تلالوك على الإطلاق بل كان أخته أو إحدى الآلهة الأنثوية الأخرى. نُقل هذا التمثال إلى المتحف الوطني للأنثروبولوجيا في مكسيكو سيتي في عام 1964.
رغم الاعتقاد بأن ثقافات ما قبل الهسبان قد انقرضت بمجرد انتهاء الإسبان من استعمار المكسيك، استمرت جوانب ثقافات ما قبل الهسبان في التأثير على الثقافة المكسيكية. وفقًا لذلك، استمر تمثيل تلالوك في الثقافة المكسيكية حتى بعد الإعتقاد بأن الأسبان قد أنهوا التبشير في المكسيك. في الواقع، حتى عندما بدأ الإسبان بالتبشير في المكسيك، كان التوفيق بين المعتقدات الدينية يحدث. تشير تحليلات أدوار التبشير التي قام بها الإسبان، لتحويل السكان الأصليين إلى المسيحية، إلى أن الإسبان قد أقاموا دون قصد روابط بين المسيحية والشخصيات الدينية الأصلية، مثل تلالوك. ربما أقام المكسيكيون الأصليون المعاينون لهذه الأدوار روابط بين التضحية إبراهيم باسحاق التي كان على استعداد لتقديمها، والتضحيات التي تُقدم لتلالوك وغيره من الآلهة. ربما سمحت هذه الروابط للشعوب الأصلية بالحفاظ على الأفكار المتعلقة بالتضحية حتى أثناء تحويلهم قسرًا إلى المسيحية. شمل التوفيق بين الديانات الأصلية والمسيحية في وقت مبكر، روابط أوثق مع تلالوك. احتوت بعض الكنائس التي بنيت خلال القرن السادس عشر، مثل كنيسة سانتياغو تلاتيلولكو، على حجارة تصور تلالوك داخل الكنيسة. وحتى عندما سعت الكنيسة الرومانية الكاثوليكية إلى القضاء على التقاليد الدينية للسكان الأصليين، بقي تصوير تلالوك داخل أماكن العبادة، ما يشير إلى أن عبادة تلالوك استمرت بعد الاستعمار الإسباني. من الواضح أن تلالوك كان استمر في لعب دور في الثقافات المكسيكية بعد الاستعمار مباشرة.
رغم مرور نحو نصف ألفية منذ غزو المكسيك، ما يزال تلالوك يلعب دورًا في تشكيل الثقافة المكسيكية. في كوتلينشان، يواصل تمثال عملاق لتلالوك لعب دورًا رئيسيًا في تشكيل الثقافة المحلية، حتى بعد نقل التمثال إلى مكسيكو سيتي. ما يزال الناس يحتفلون في كوتلينشان بتمثال تلالوك، لدرجة أن بعض السكان المحليين ما زالوا يسعون إلى عبادته، وأقامت البلدية المحلية أيضًا نسخة طبق الأصل من التمثال الأصلي. يرتبط العديد من سكان كوتلينشان بتمثال تلالوك بالطريقة التي قد يربطون بها أنفسهم مع قديس شفيع، ويربطون هويتهم كمقيمين في المدينة بصورة تلالوك. بينما يلعب تلالوك دورًا مهمًا بشكل خاص في حياة الناس في كوتلينشان، يلعب الإله أيضًا دورًا مهمًا في تشكيل الهوية المكسيكية. عثر على صور تلالوك في جميع أنحاء المكسيك من تيخوانا إلى يوكاتان، ونشرت صور تمثال تلالوك الذي وُجد في كوتلينشان كرمز للأمة المكسيكية. يعد تلالوك وغيره من ميزات ما قبل الهسبانية ضرورية لخلق هوية مكسيكية مشتركة توحد الناس في جميع أنحاء المكسيك. وعليه، يشير الناس في جميع أنحاء المكسيك، وخاصةً في كوتلينشان، إلى تلالوك بطرق تجسيمية للغاية، مشيرين إلى تلالوك كشخص. بالإضافة إلى ذلك، يستمر الناس في ملاحظة الخرافات حول تلالوك. رغم مرور قرون من المحو الاستعماري، استمر تمثيل تلالوك في الثقافة المكسيكية.